# Paraphytoptus
Paraphytoptus är ett släkte av spindeldjur som beskrevs av Alfred Nalepa 1896. Paraphytoptus ingår i familjen Eriophyidae.
Släktet innehåller bara arten Paraphytoptus achilleae.